# Passiflora papilio
Passiflora papilio är en passionsblomsväxtart som beskrevs av Li. Passiflora papilio ingår i släktet passionsblommor, och familjen passionsblomsväxter. Inga underarter finns listade i Catalogue of Life.